# Westover (Wirginia Zachodnia)
Westover – miasto w Stanach Zjednoczonych, w stanie Wirginia Zachodnia, w hrabstwie Monongalia.